# Kostel svatého Petra z Alkantary (Liptovský Mikuláš)

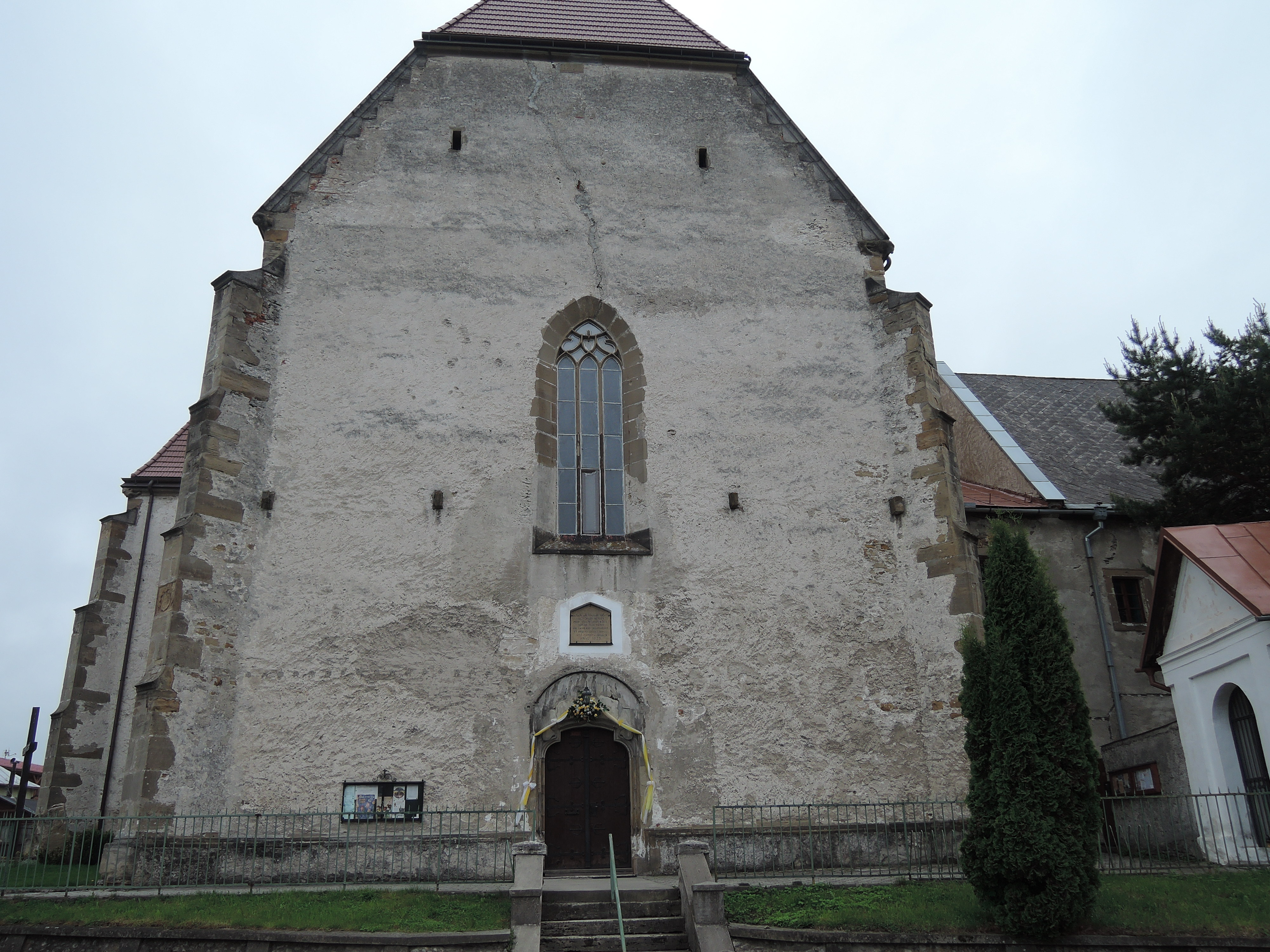
Západní průčelí

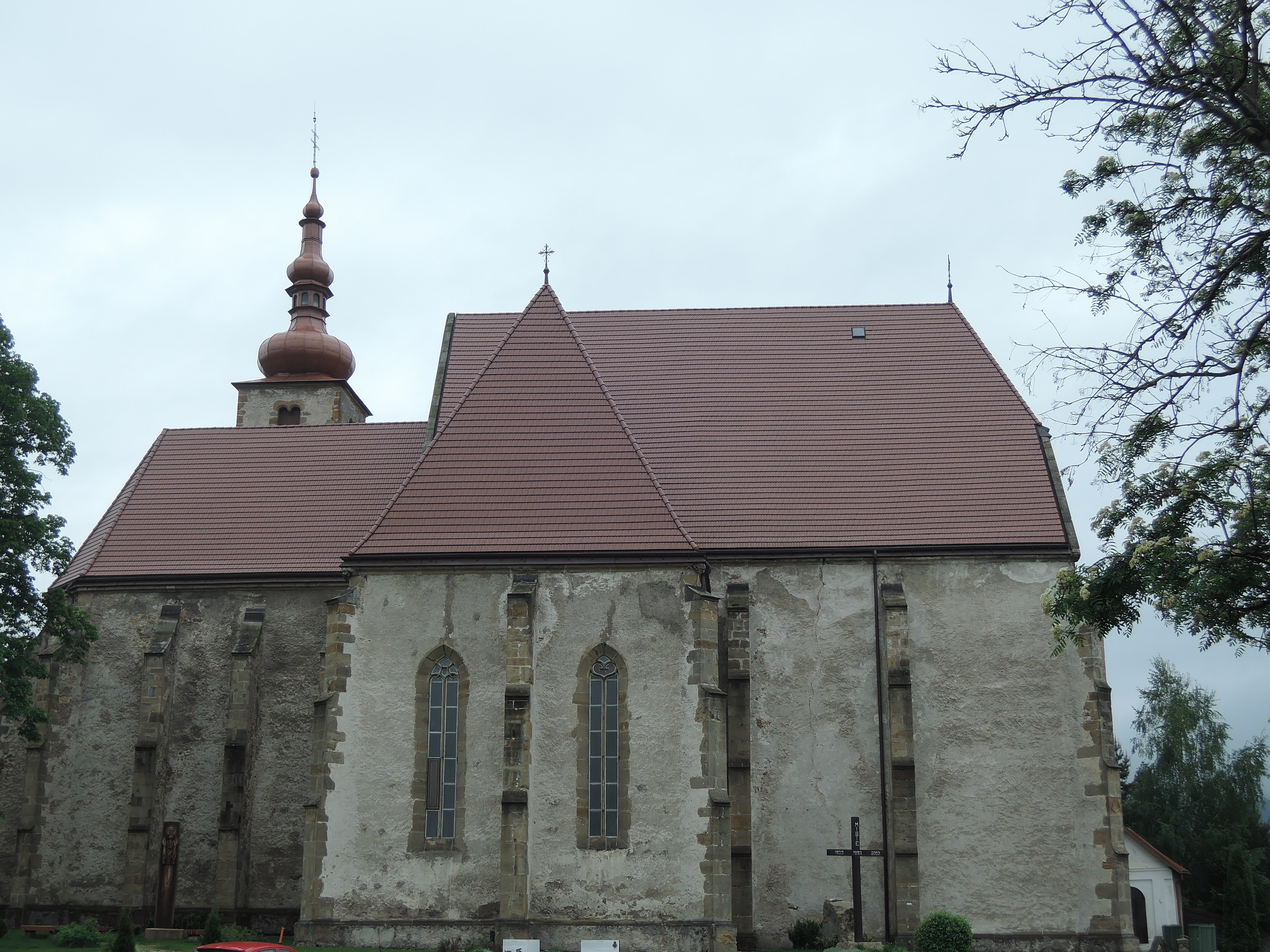
Severní průčelí

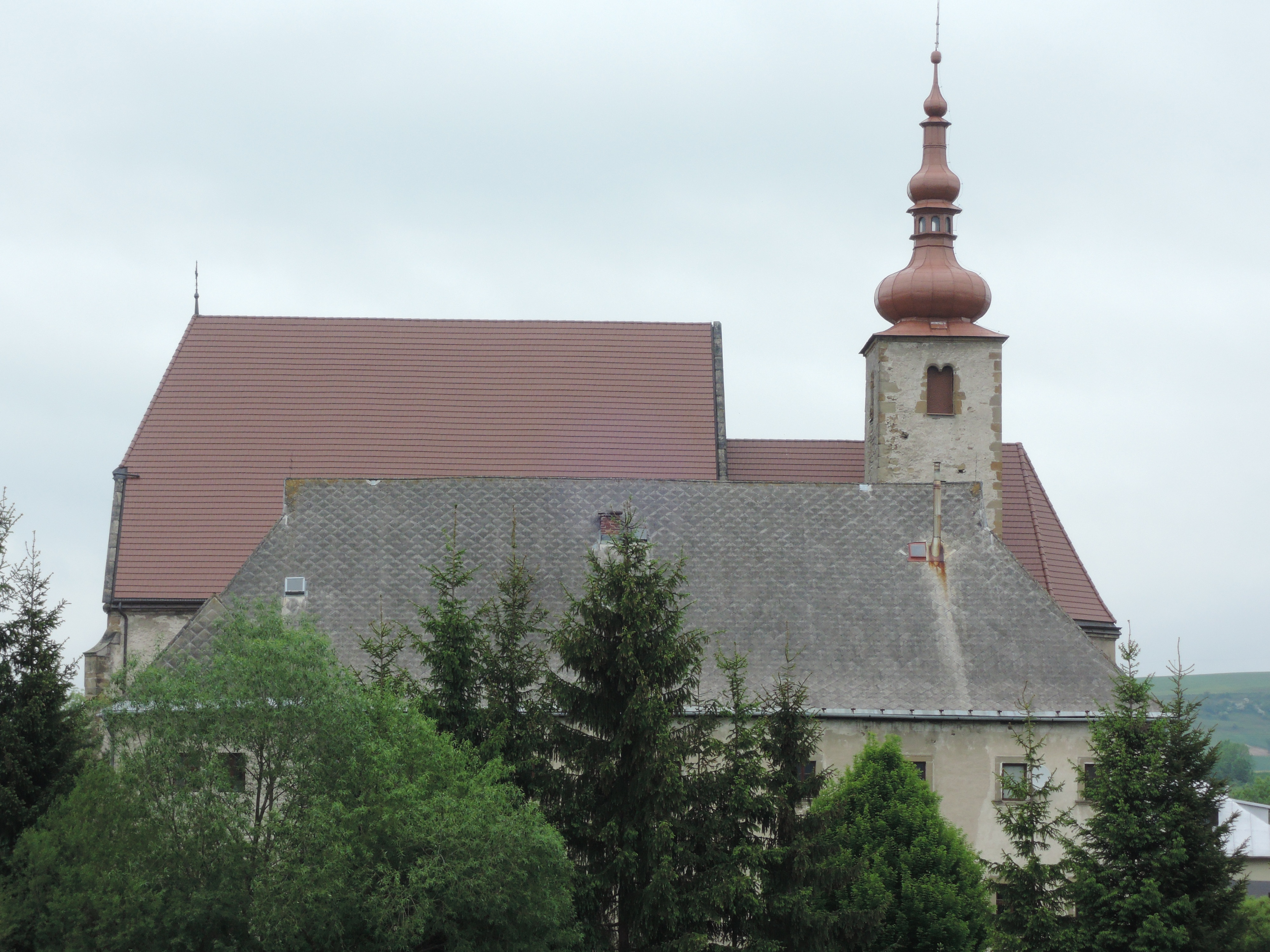
Jižní průčelí

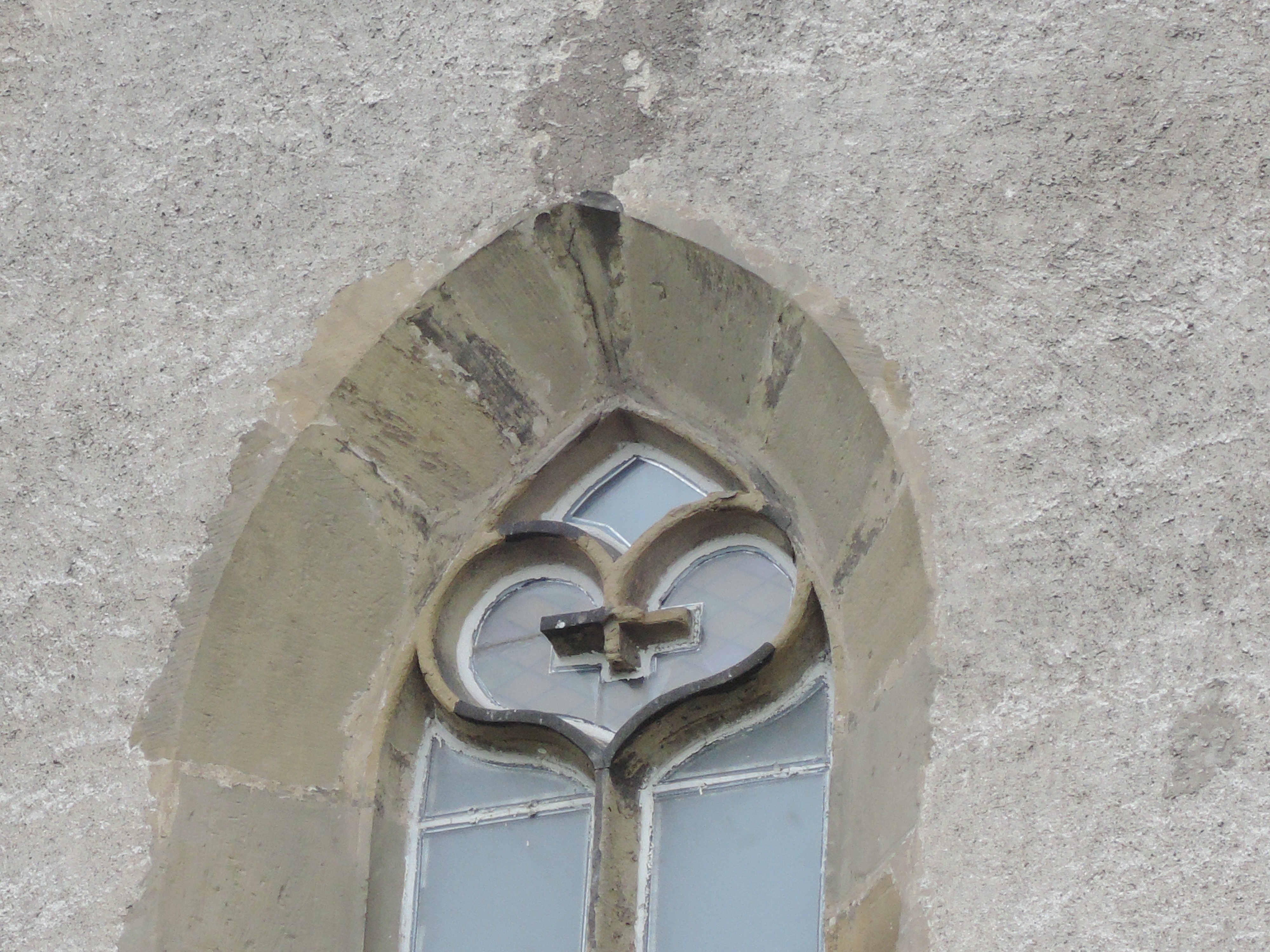
Gotické okno, Františkánský motiv

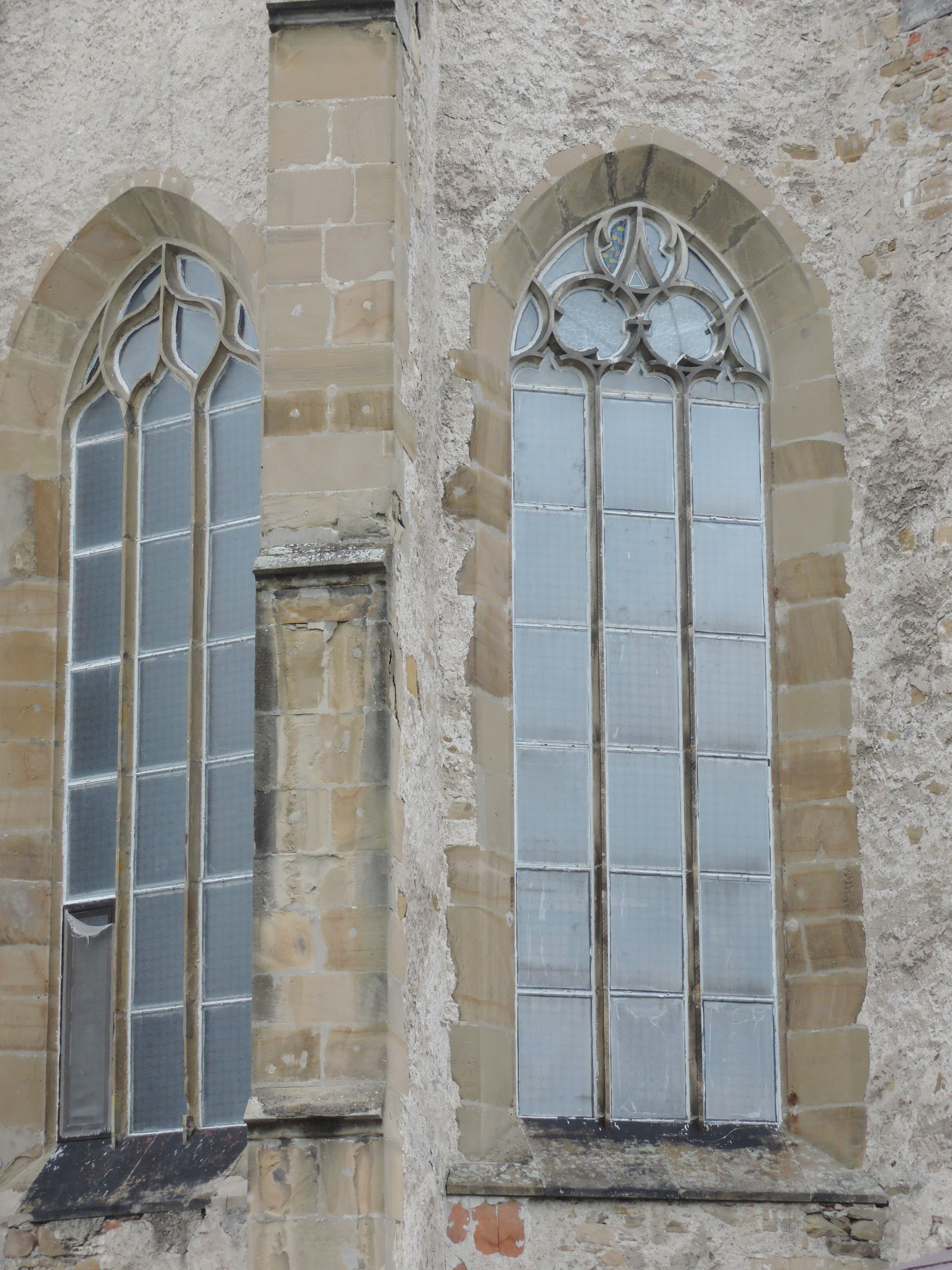
Trojdílné gotické okno

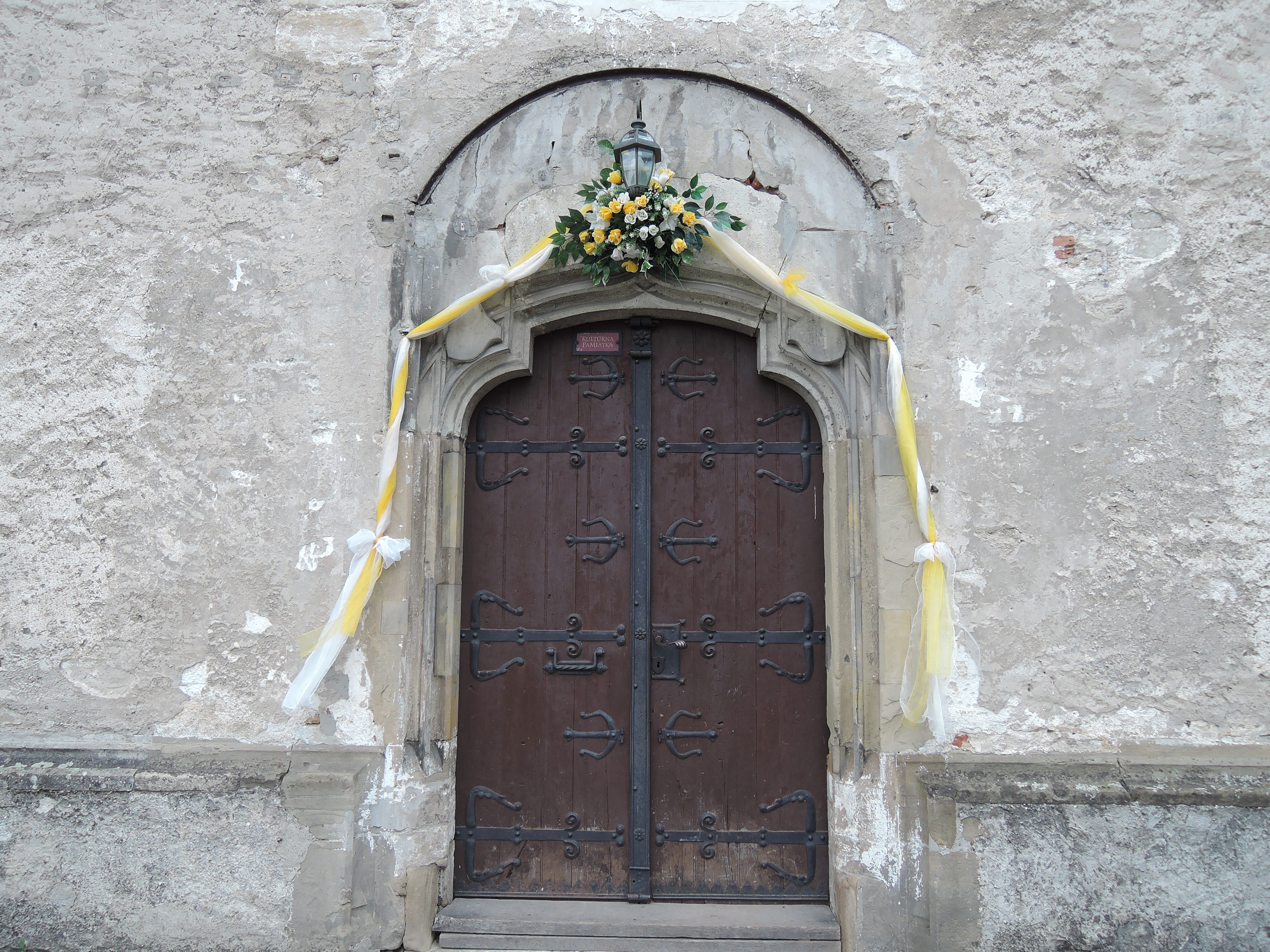
Vstupní sedlový portál

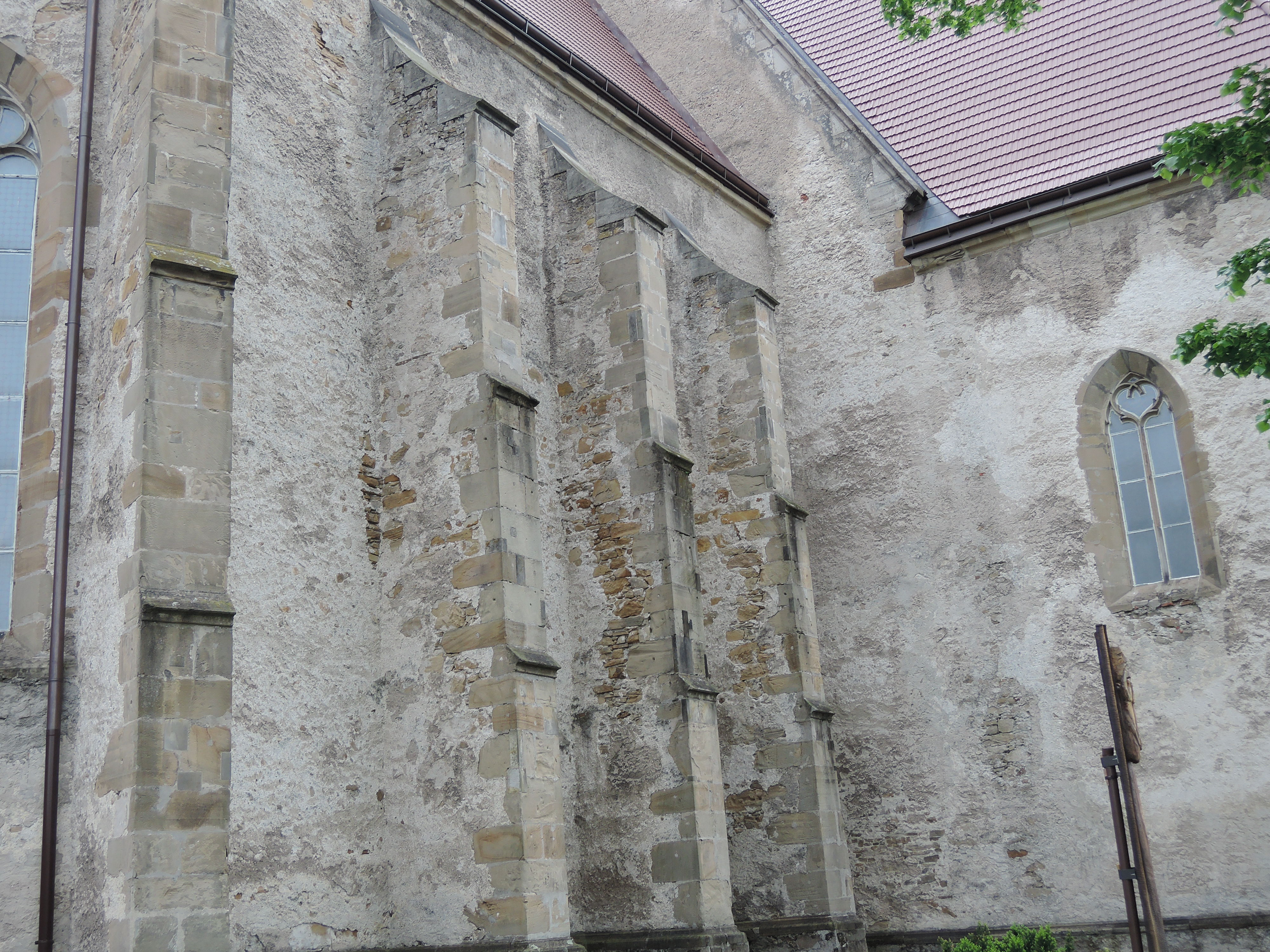
Opěrné pilíře

Kostel svatého Petra z Alkantary je gotický kostel, který patří k dominantám východní části města Liptovský Mikuláš. Kostel je součástí komplexu bývalého františkánského kláštera z konce 15. století v původně samostatné obci Okoličné.

## Historie
První písemná zmínka o Okoličném pochází z roku 1248 a dlouhou dobu byla obec majetkem šlechtické rodiny Okoličanských. Prvním vlastníkem, pánem Okoličného byl Miko, který zemřel v roce 1288. V témže roce se stal pánem Serafín I., který je považován za zakladatele rodu Okoličániovcov. V roce 1435 obec vypálili Husité a obyvatelé odešli s nimi. Zeměpán Michal Okoličányi, aby získal nové obyvatele, slíbil jim úlevy v poddanských povinnostech. V roce 1480 zahájil výstavbu kostela a kláštera a zřídil faru, která byla do té doby jen v Svatém Mikuláši.
Celý františkánský komplex vznikl letech 1476-1492 na místě původního gotického kostela sv. Kosmy a Damiána. Kostel byl původně zasvěcen Panně Marii andělů. Podnět na výstavbu dal král Matyáš Korvín, který pověřil svého příbuzného Matouše Czeczeia. Na výstavbě se podíleli zkušení mistři, kteří použili nové stavební prvky pocházející z jižního Německa. Po dostavbě byl kostel zařízen v pozdněgotickém duchu včetně křídlového oltáře s tabulovými malbami. Přestavbu v pozdněgotickém stylu měl na starosti rod Zápolských. V roce 1565 se kláštera zmocnili protestanti. Františkánští mniši byli vyhoštěni a navrátili se až koncem 17. století. Další reformou prošel objekt v roce 1744 v barokním slohu a změnilo se i patrocinium kostela na sv. Petra z Alkantary. Poloha na břehu Váhu se ukázala jako nebezpečná, v roce 1812 byl kostel poškozen povodní. Další rekonstrukce se realizovala v letech 1903-1904. Škody napáchané druhou světovou válkou byly napraveny v roce 1952. V roce 1971 byl chrám vymalován a v roce 2011 byla ukončena oprava střechy.

## Popis

### Architektonický popis exteriéru
Kostel sv. Petra z Alkantara je trojlodní halový kostel s dlouhým polygonálně ukončeným kněžištěm. Hlavní loď i se dvěma vedlejšími je zastřešená strmou sedlovou střechou. Nad kostelem se vypíná věž zastřešená cibulovitou střechou v barokním slohu. Její výška dosahuje 40,2 m a jedná se o obrannou věž, jak jde posoudit z drobných okének v nižších patrech věže. V posledním podlaží se z každé strany věže nachází sdružené okno v románském slohu, které propojuje malý, úzký meziokenní sloup. Fasáda věže je ukončena římsou.
Na nárožích podstřešní římsy kostela na nacházejí figurální symboly. Západní vstupní portál má tvar sedla, je členěný protnutými pruty, do nich jsou v horních rozích vložené štítky.
Stěny kostela člení 11 oken v gotickém slohu, ve tvaru přímého lomeného oblouku, vyplněné kružbou (symetrickou). V polygonální apsidě jsou čtyři trojpolová gotická okna, vyplněná kružbou ve tvaru trojlalku a čtyřlístku. Opěrný systém je vtažen do průčelí fasády kostela. Odstupňované opěrné pilíře jsou ve tvaru jednoduchého proláklého obdélníku. Kostel byl postaven z opracovaného lomového kamene.

### Architektonický popis interiéru
Trojlodí kostela má přibližně 25 m na délku. Halové trojlodí (hlavní loď) je zaklenuta hvězdicovou klenbou a podepřena šesti štíhlými osmibokými sloupy na čtyřhranných podstavcích. V zadní části hlavní lodi se nachází chór na třech obloucích podepřený dvěma pozdně sloupy kruhového průřezu. Hlavní loď je od presbytáře oddělena triumfálním obloukem. Presbytář je trojhranně zakončen, je osvětlen čtyřmi gotickými okny a zaklenut síťovou klenbou, která je posazená na drobné ukončující konzolky. Střídají se motivy rostlinné s antropomorfními na rozdíl od polygonálního konzolového ukončení příporových úseků hlavní lodi, které přijímají na obvodových zdech patková žebra stlačených hvězdic. Na jižní stěně presbytáře jsou ve stěně osazeny dvojité sedile zdobené kružbou. V kružbě jsou dva gotické štíty. Nalevo je erb Michala z Okoličné – v modrém poli v horní části je zlatá šesticípá hvězda, pod ní je stříbrný půlměsíc. V pravém štítu jsou písmena J, B, L iniciály jmen synů Michala (Jakub, Leonard, Bernard). Na stejné straně se nachází čtyřhranná věž, pod kterou je průchod do františkánského kláštera. Severně od hlavní lodi se nachází kaple zaklenutá hvězdicovou klenbou, která je prosvětlená třemi gotickými okny s kružbou. Pod kaplí jsou hrobky rodu Okolyčaniovců. Jižně od presbytáře se nachází sakristie zaklenutá hvězdicovou klenbou. Ze společných výchozích vzorů podunajské architektury, ale ovlivněných i požadavky stavebníků, vychází i kostel františkánského kláštera v Okoličném. Podunajské umělecké zásady se v něm ozývají ve formě snad nejčistší trojlodní síně s hloubkově odstupňovaným presbytářem, v štíhlých polygonálních pilířích vzpírající tříramenné hvězdice. Nositelem základního výrazu interiéru a hlavním výtvarným činitelem převýšení prostoru vzniklého potlačením šířky bočních lodí ve prospěch střední lodi je vznosná klenba.

### Popis zařízení interiéru v objektu
Vnitřní zařízení je nejvíce z barokního období. Skládá se z kazatelny se sochami čtyř evangelistů, vyřezávaných lavic a osmi zdobených oltářů z roku 1721. Autorem původního hlavního oltáře Panny Marie byl Mistr Pavel z Levoče a jeho dílna, dnešní hlavní oltář se skládá ze sloupové architektury s nástavci, sochami a středním obrazem, na kterém je zobrazen sv. Petr z Alkantary (rok 1742). Na jižní straně hlavní lodi se nachází barokní oltář Ukřižování s gotickým krucifixem z roku 1490. V kapli se nachází barokní oltář Piety.

## Zajímavosti
- Ztracený oltář Panny Marie

Skutečným skvostem pozdněgotické architektury mohl být oltář Panny Marie, který se dochoval jen v torzu, z dílny mistra Pavla z Levoče. Na jeho tvorbě se podíleli další významné osobnosti, např. Mistr z Okoličné. V oltáři dominovala centrální socha Panny Marie, po stranách byly sošky sv. Barbory, sv. Kateřiny, sv. Margita, které jsou dodnes dochované.

## Nejvýznamnější díla Mistra z Okoličného
- Okoličianský oltář 1510-1520
- Oltář sv. rodiny v Smrečanech 1510
- Oltář navštívení P. Marie v Košicích po r. 1500
- Oltář sv. Erasma v Bardejově

## Farní muzeum Ladislava Mattyasovszkého
Expozice se nachází v prostorách františkánského kláštera. Vstup je přes kamenný portál, který se nachází na jižní stěně hlavní lodi. Expozice sestává ze vzácných liturgických předmětů. Samotná část je věnována dochovaným exponátem z období gotiky. Nachází se zde také prezentace historických knih o biskupovi Ladislavu Mattyasovszkom.

## Archeologický průzkum
Archeologický průzkum objevil pod podlahou v presbytáři, kryptu s lidskými pozůstatky a základy původního gotického oltáře. Původně se měl presbytář asanovat kvůli přetrvávající vlhkosti z podlahy. Nakonec byl potřebný i zmíněný archeologický průzkum.

## Fotogalerie

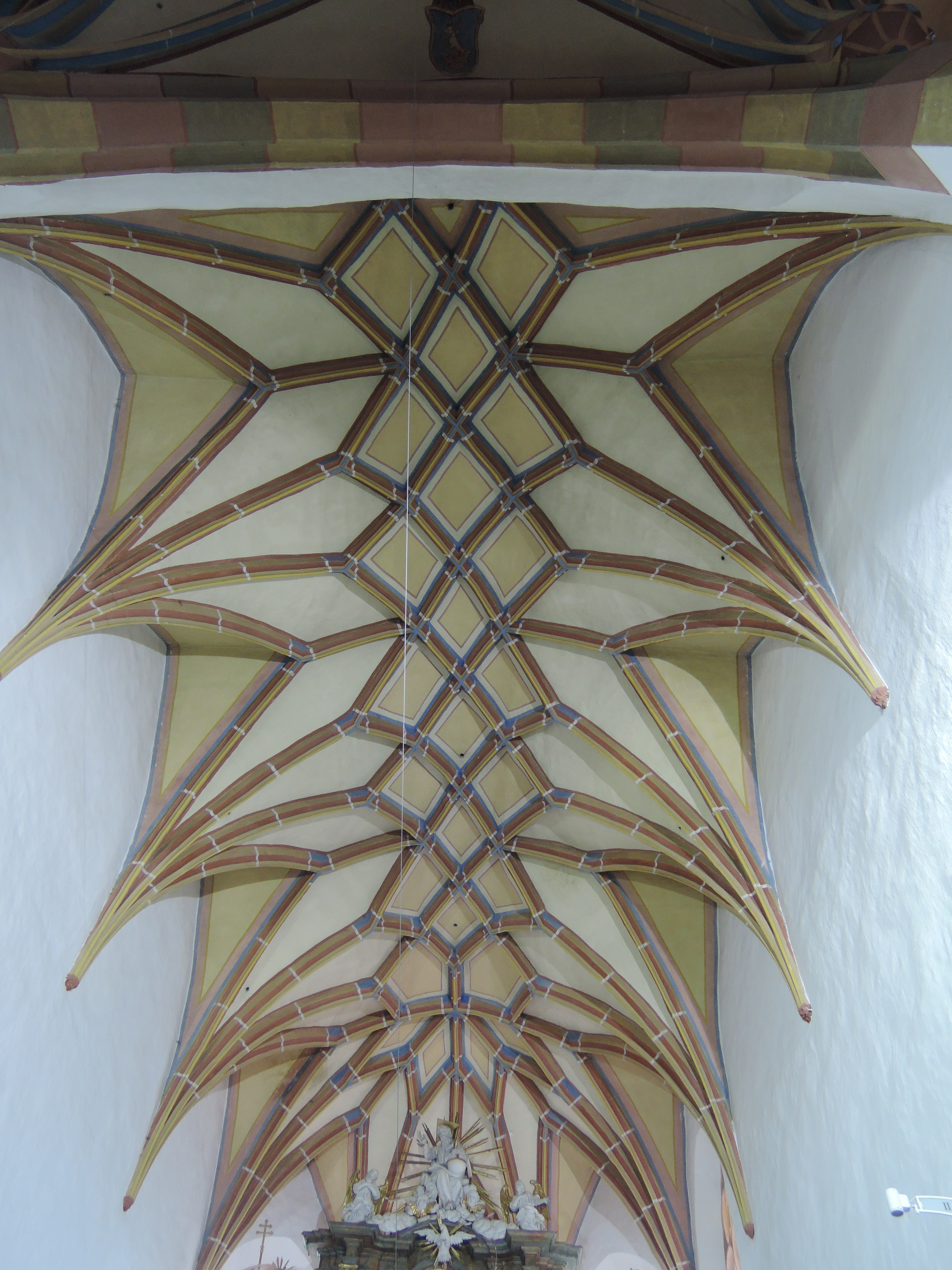
Hvězdicová klenba
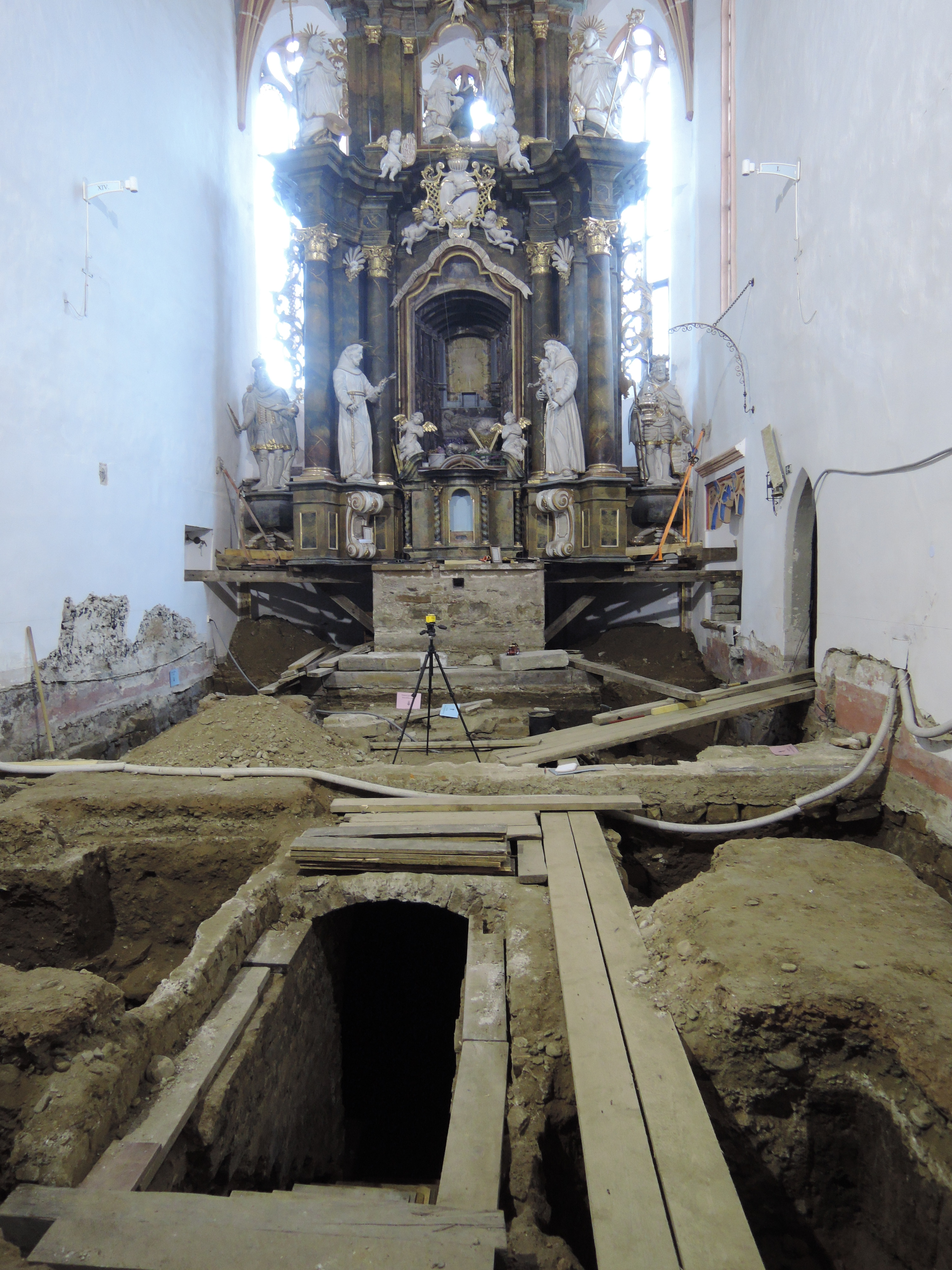
Krypta, presbytář
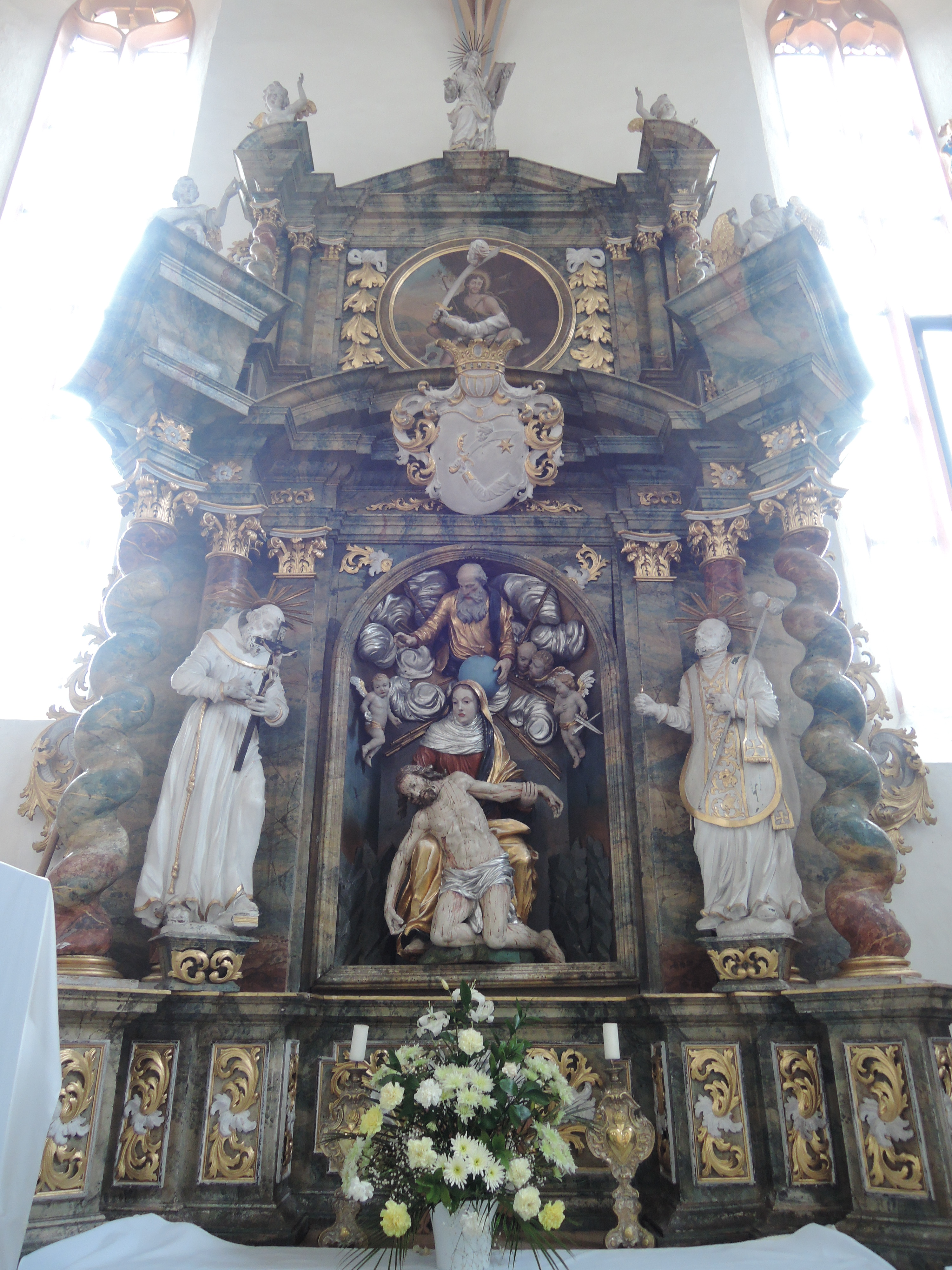
Barokní oltář Piety
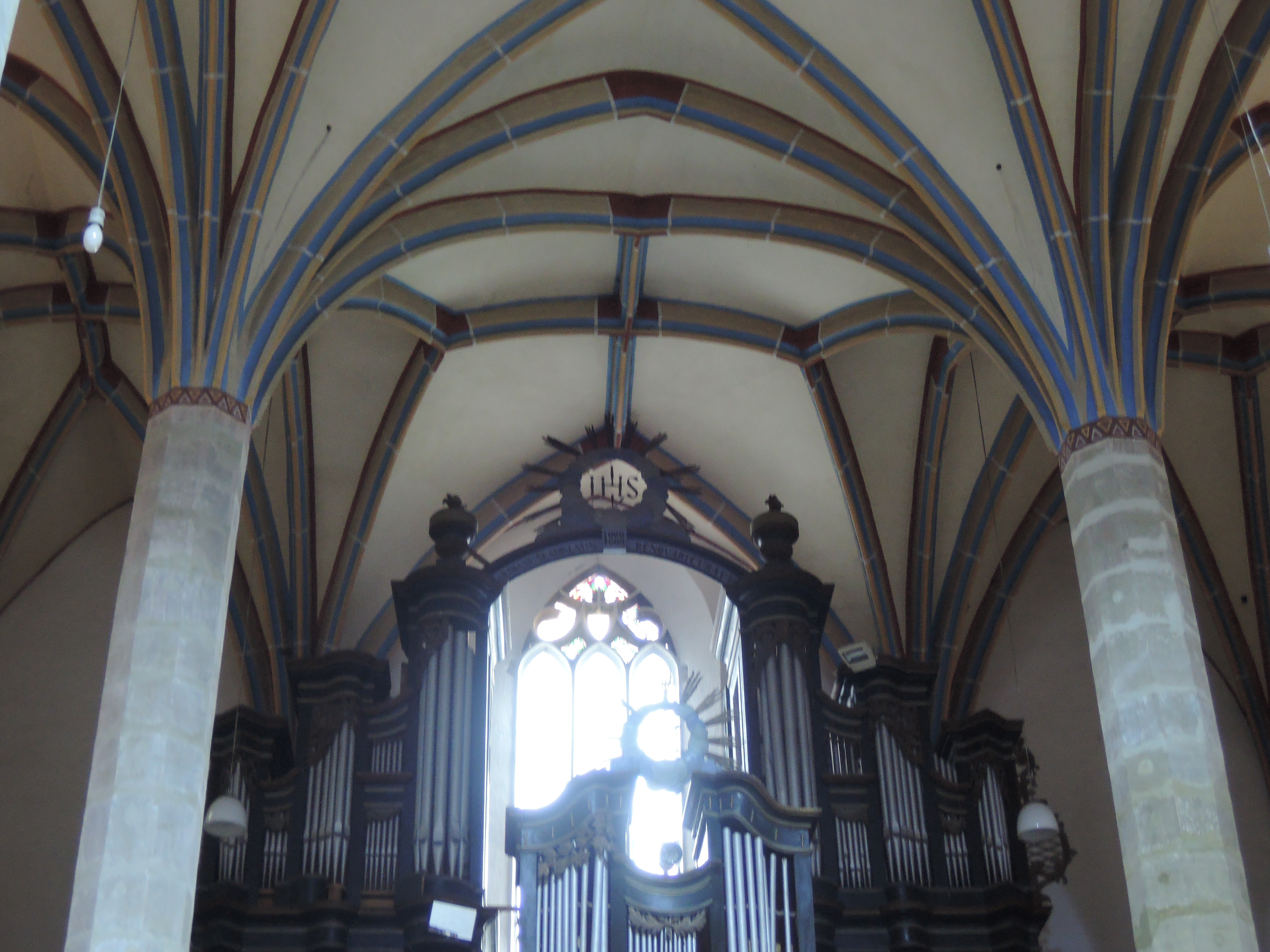
Chór
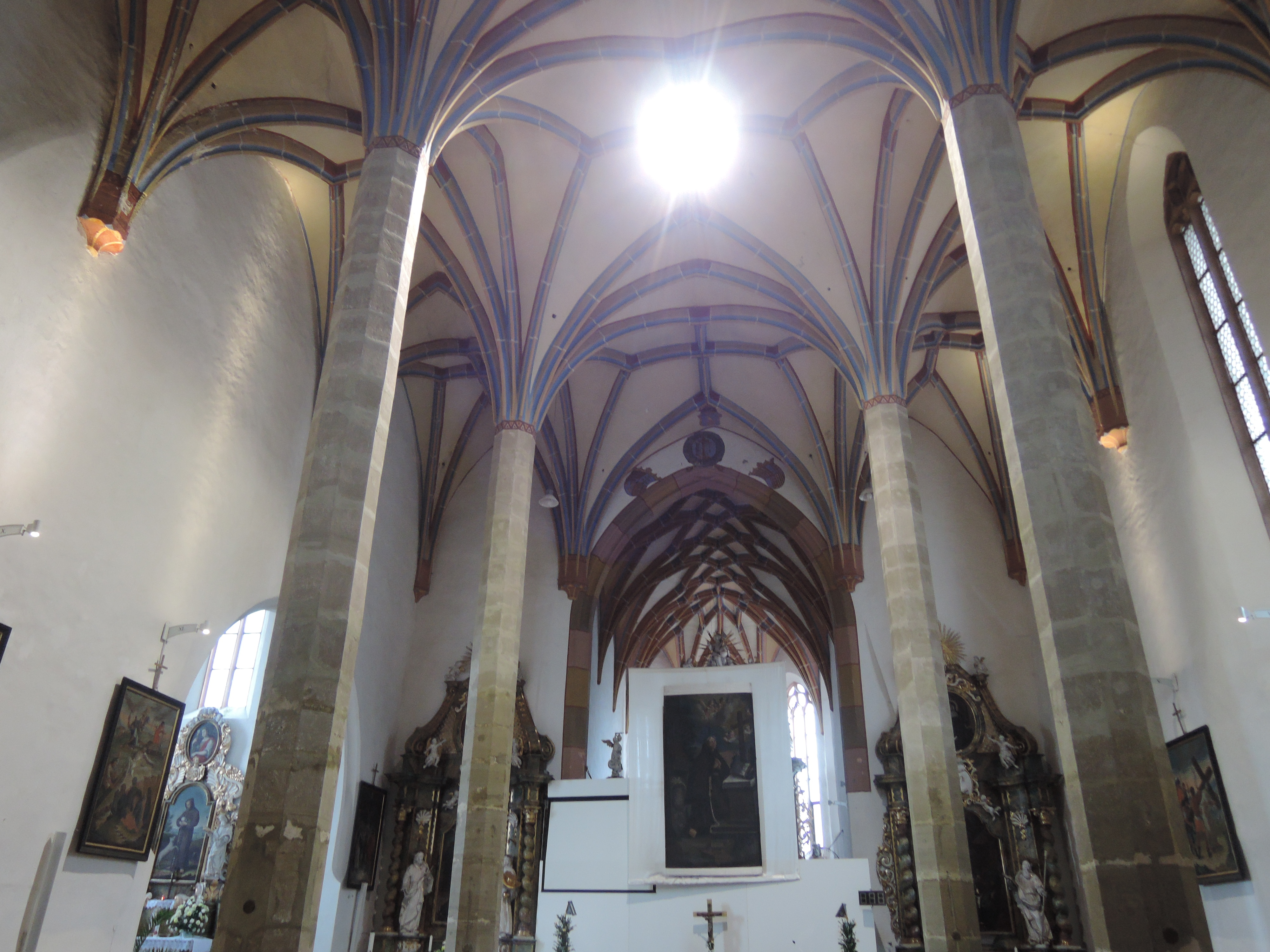
Hlavní loď
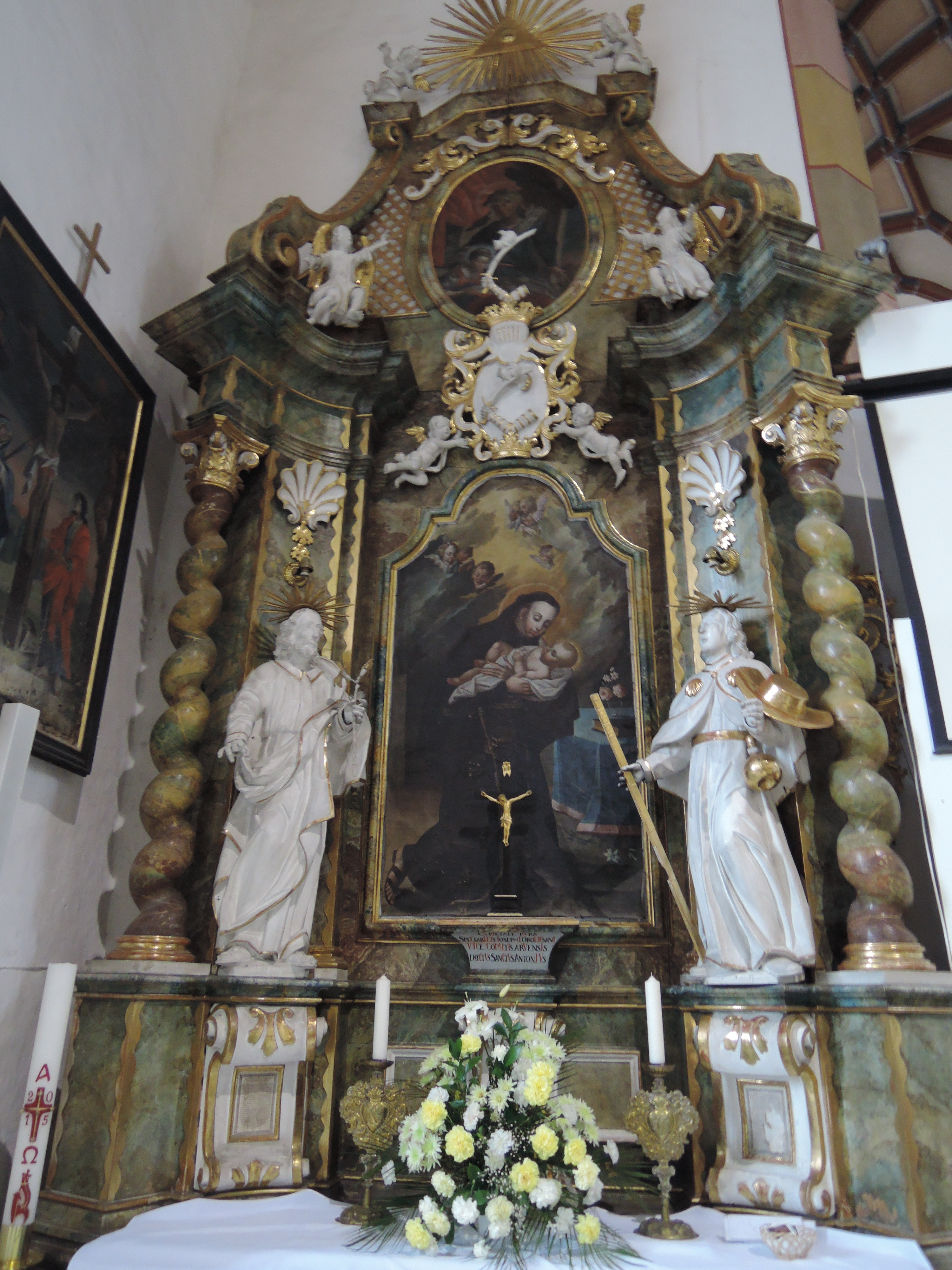
Sv. Antonín Paduánský
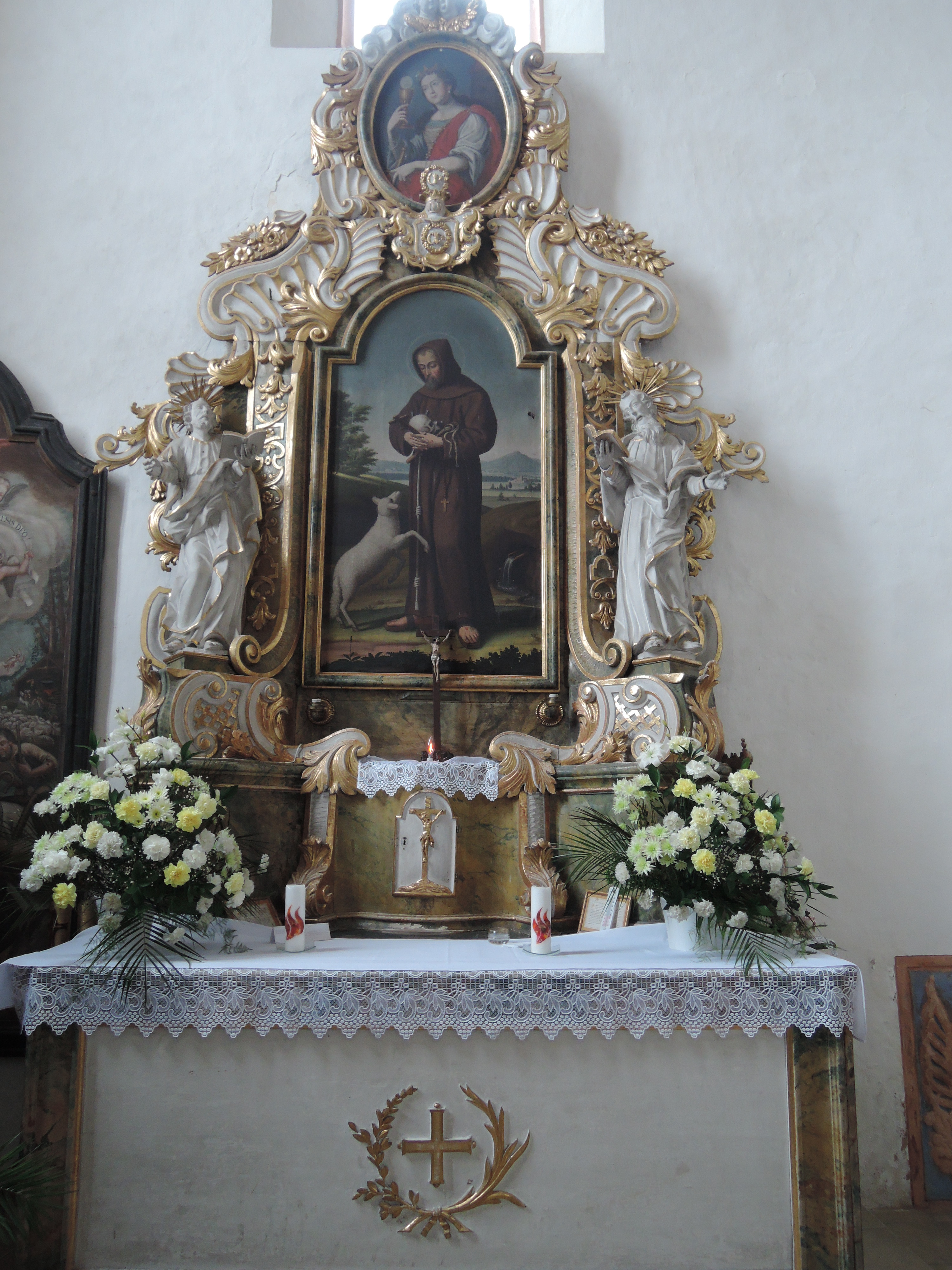
Sv. František z Assisi
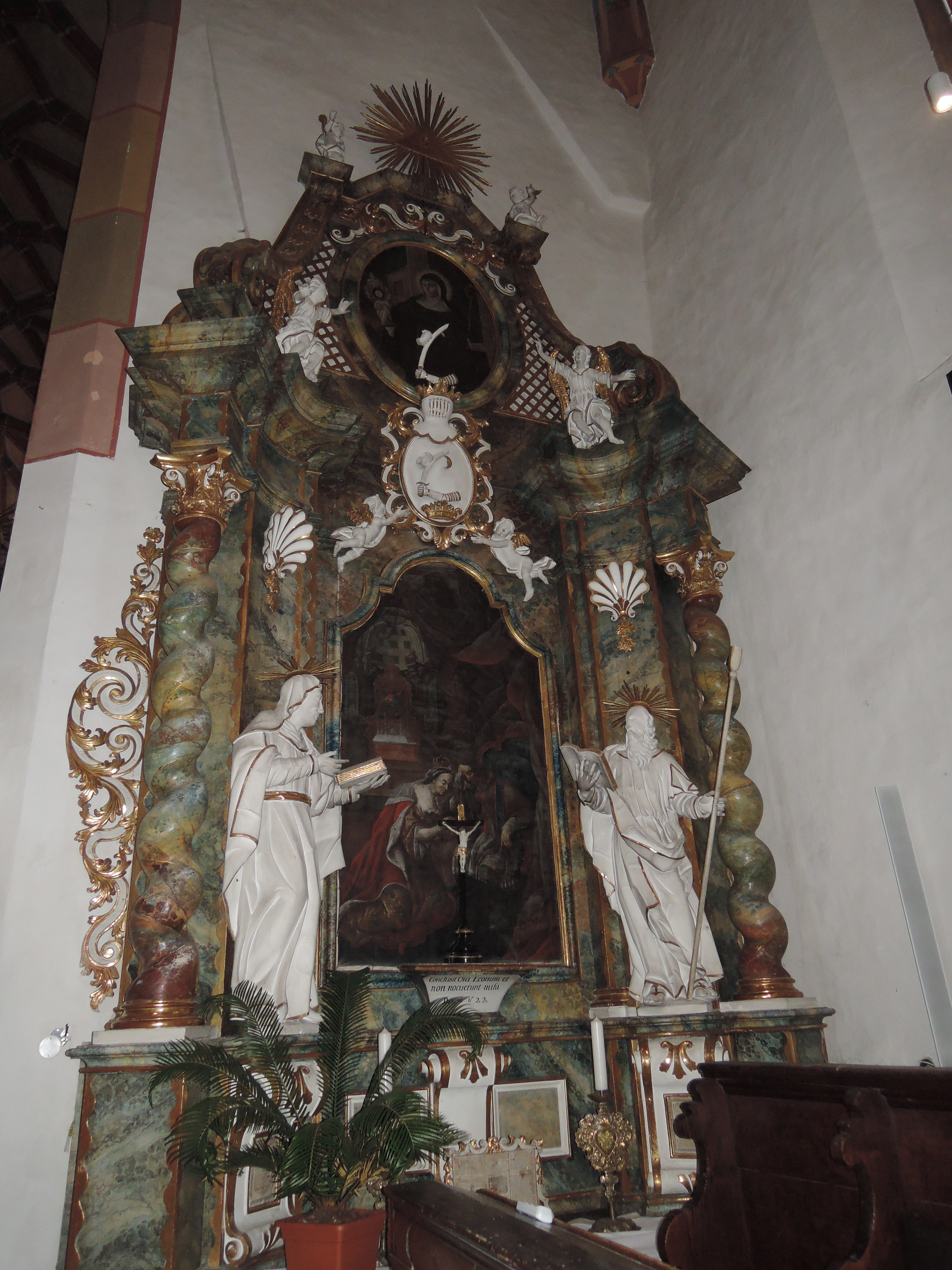
Sv. Jan Nepomucký
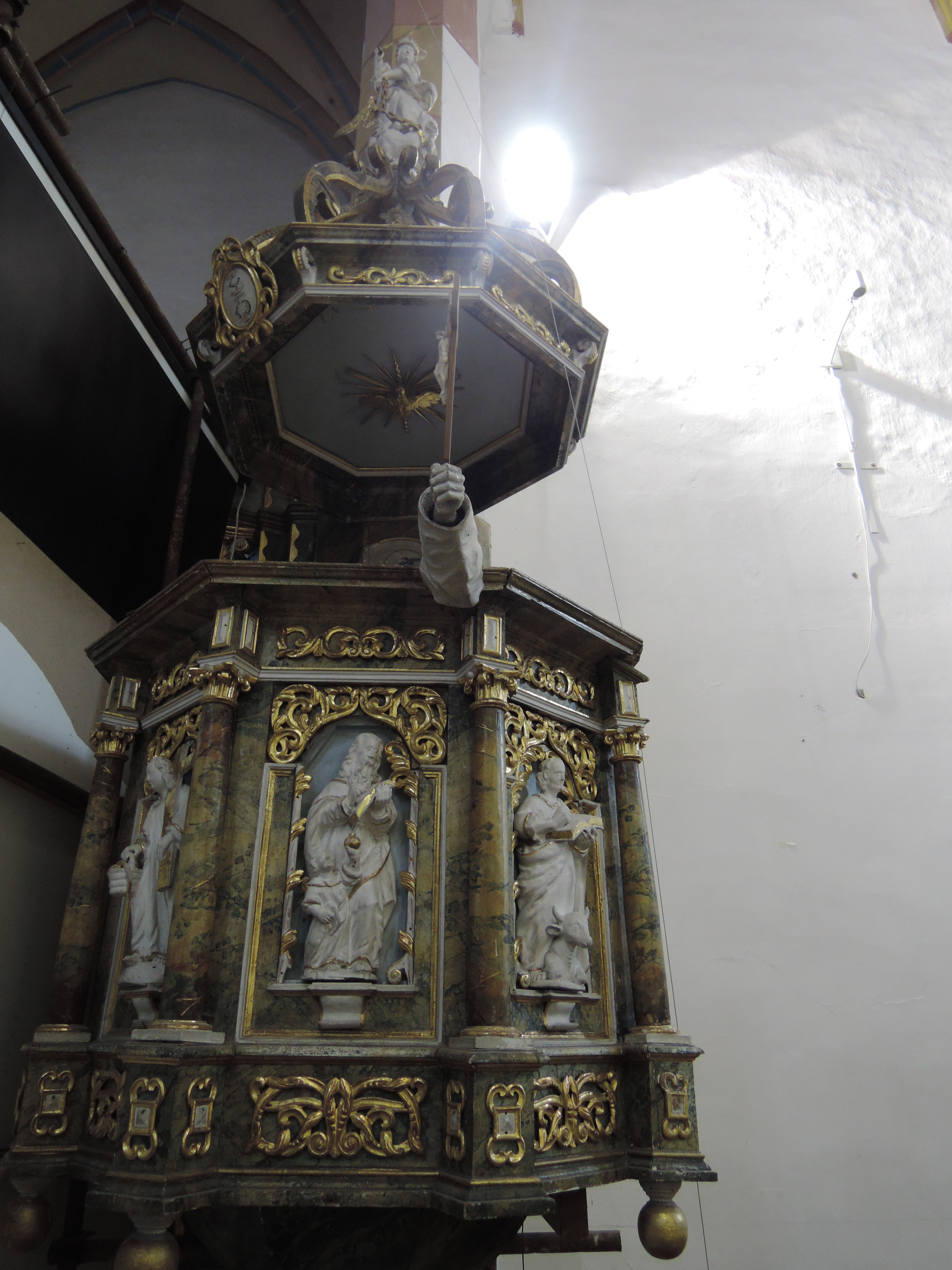
Kazatelna
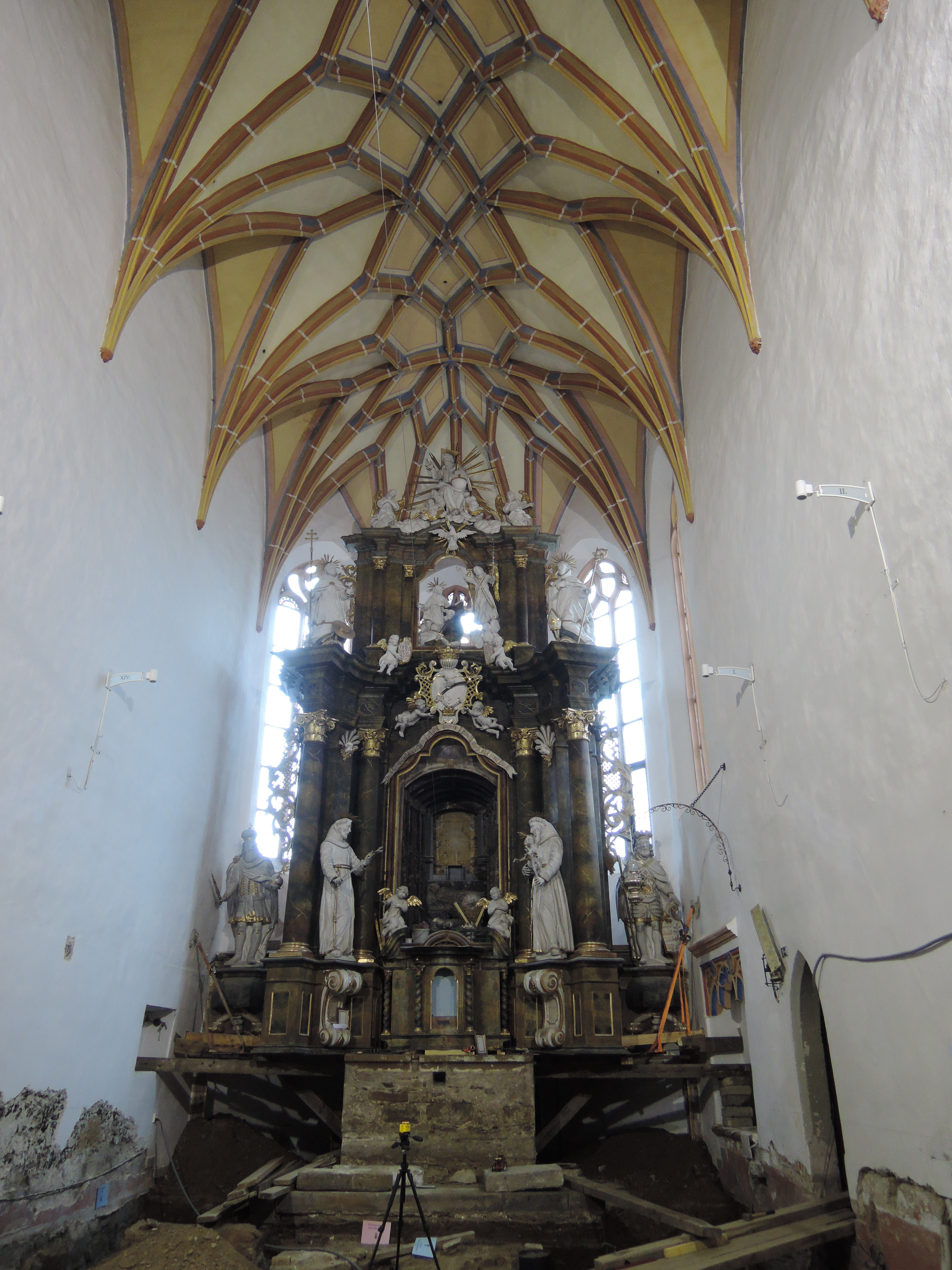
Presbytář